# Aetheodontus
 (novembre 2021).
Aetheodontus besanensis
Famille
Genre
Espèce
Aetheodontus est un genre fossile de poissons osseux, de la famille des Perleididae qui vivait lors du Trias moyen (Anisien/Ladinien),. Une seule espèce est rattachée au genre, Aetheodontus besanensis. Ses restes fossiles ont été mis au jour dans les gisements de Besano (d’où le nom de l’espèce) et Monte San Giorgio, entre l’Italie et la Suisse.

### Publication originale
- J. Brough. 1939. The Triassic fishes of Besano, Lombardy 1-117